# Hervé Graumann
Hervé Graumann (* 26. Februar 1963 in Genf) ist ein schweizerischer digitaler Künstler.

## Leben und Werk
Hervé Graumann studierte an der Ecole supérieure des beaux-arts in Genf (ESAV, seit 1997 HEAD) und schloss sein Studium 1989 mit dem Diplom ab. Er ist Professor an der Haute école d’art et de design Genève (HEAD).
Bekannte Computer-Projekte von Hervé Graumann sind:
- Overwrite Series (seit 1991)
- Blanc sur Blanc (mit Damien Blanc und Alberto Blanc, 1993)
- Raoul Pictor cherche son style (1993–2007)
- Shampooing douche (1994)
- Pattern – Vanité 2b (2003)[3]

In dem 1997 auf der Website der documenta X veröffentlichten Projekt, in dem es um die fiktive Person Raoul Pictor geht, beschäftigt sich Graumann mit der Grenze zwischen Autor und Maschine.

«Hervé Graumann zweifelt bei seiner Maler-Maschine, der er einen Namen und etwas zu arbeiten gibt (Tinte, Papier und elektrischen Strom), nicht daran, daß er soeben eine Persönlichkeit geschaffen hat, die ihn überwältigen, verfolgen, ja sogar mit ihrer Individualität provozieren wird. Ist Raoul Pictor anfangs auch das Produkt von Hervé Graumann (hat er nicht jede einzelne Seite seines Programms geschrieben?), so scheint es doch, daß er mittlerweile auf seinen Schöpfer abgefärbt hat. Ist der Schöpfer, das Individuum, das etwas schafft und sich dabei ausdrückt, nun zu einer stummen Aussage seiner Maschinen geworden?»

Hervé Graumanns Raoul Pictor cherche son style ist inzwischen ein Schweizer Klassiker der digitalen Kunst geworden. Seit 1993 kann man dem virtuellen Maler Raoul Pictor beim Arbeiten (und bei der Suche nach Inspiration beim Trinken oder Dösen) zusehen.
Graumann hat an zahlreichen nationalen und internationalen Ausstellungen teilgenommen, darunter an der 3. Biennale d’art contemporain de Lyon, der documenta X in Kassel, im Musée d’art moderne et contemporain (Genf) und in der Kunsthalle Bern.